# Brachyglottis repanda
Rangiora o Bushman's friend (Brachyglottis repanda) es una especie de arbusto perteneciente a la familia de las asteráceas.

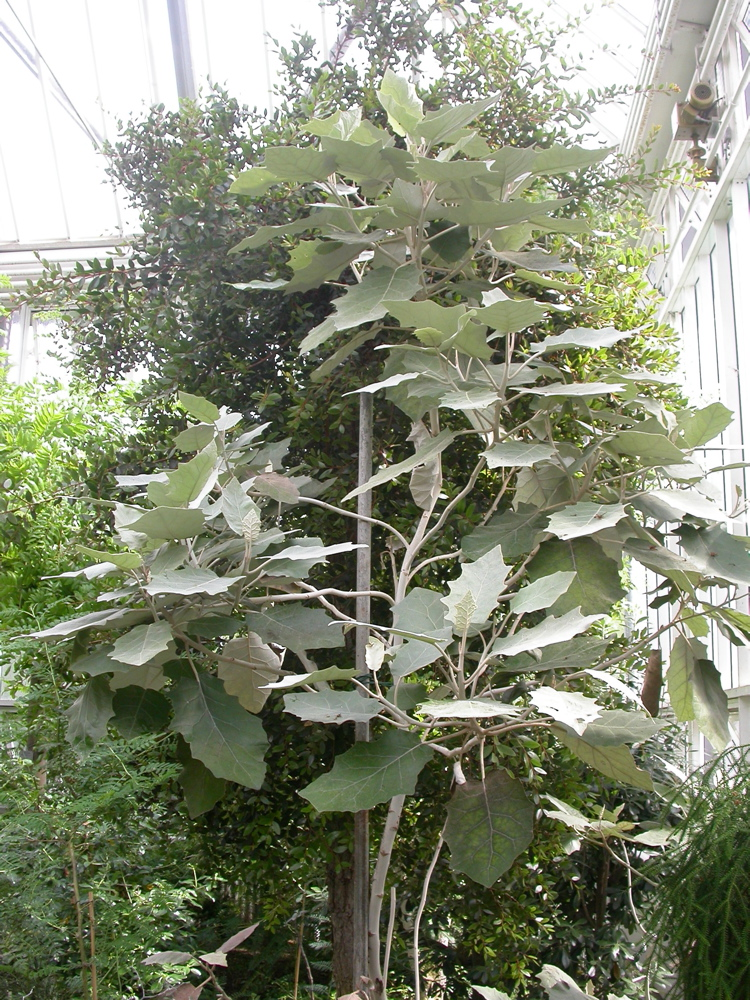
Vista de la planta

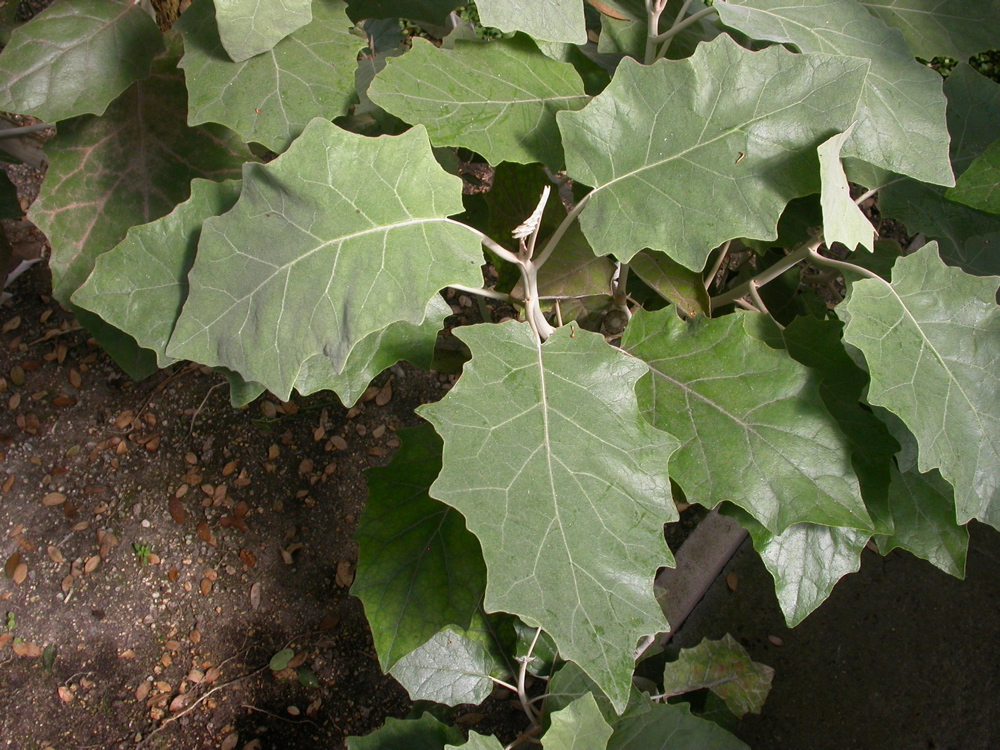
Hojas

## Descripción
Es un árbol pequeño, árbol arbustivo, o arbusto grande, endémico de Nueva Zelanda. Se desarrolla hasta una altura de 5 a 7 metros. Las hojas son grandes con un envés con superficie peluda suave, se la conoce como "Bushman's toilet paper" ("papel de tocador del bosquimano").
Aunque tiene un solo nombre vernáculo inglés, en Māori se la conoce con varios nombres diferentes, tal como Kōuaha, Pukapuka, Pukariao, Puke-rangiora, Rangiora, Raurākau, Raurēkau, Whārangi, o Whārangi-tawhito.
Hay también una ciudad en la isla Sur llamada Rangiora.

## Propiedades
Los Maoríes utilizaban la planta para una serie de usos medicinales. Las hojas se utilizaban para las heridas y llagas ulceradas, y la goma de mascar para mal aliento es venenosa pero solo si se ingiere.
Indicaciones: De la corteza y los ápices de las hojas se obtiene el kouaha, resina aromática que se mastica para tratar de eliminar el mal olor de boca. Venenosa o mortal si se ingiere.

## Taxonomía
Brachyglottis repanda fue descrita por J.R.Forster & G.Forster y publicado en Characteres Generum Plantarum 46, no. 1. 1775.
Etimología
Brachyglottis: nombre genérico que deriva de las palabras griegas: brachus ("corto")  y glotis ("el aparato vocal de la laringe" o "lengua"), una referencia al tamaño de las flores liguladas.
repanda: epíteto latíno que significa "curvada hacia arriba"
Sinonimia
- Brachyglottis rangiora Buchanan
- Brachyglottis repanda var. rangiora (Buchanan) Allan
- Cineraria repanda G.Forst.
- Senecio forsteri Hook.f.
- Senecio georgii Endl.

var. fragrans D.G.Drury
- Brachyglottis rangiora Hort.
- Brachyglottis repanda Hort.	[9]